# Hofanlage Butteldorf 5
Die Hofanlage Butteldorf 5, im niedersächsischen Elsfleth-Butteldorf im Landkreis Wesermarsch stammt aus der Mitte des 19. Jahrhunderts.

Aktuell (2023) wird sie als Wohnhaus und landwirtschaftlich genutzt.
Die Gebäude stehen unter Denkmalschutz (siehe auch Liste der Baudenkmale in Butteldorf).

## Beschreibung und Geschichte
Die Marschhufensiedlung Moorriem mit der südwestlichen Bauerschaft Butteldorf erstreckt sich über etwa 16 Kilometer, wurde nach 1062 gegründet und erhielt im 14. Jahrhundert die heutige Struktur mit den schmalen, oft extrem langgestreckten Parzellen. Im Abstand von ca. 50 bis 100 Metern liegen zahlreiche Hofstellen auf Wurten.
Die Hofanlage auf einer Wurt war eine Kötnerstelle und besteht aus:
- dem eingeschossigen giebelständigen Wohn- und Wirtschaftsgebäude von 1746 (überliefert) auf einer Wurt als Zweiständer-Hallenhaus in Fachwerk mit Steinausfachungen, mit reetgedecktem Krüppelwalmdach, Niedersachsengiebeln mit Uhlenloch sowie der Grooten Door mit Korbbogen; der Wohnteil wurde in Backstein ersetzt, das Gerüst in Hochrähmzimmerung hat durchgezapfte Ankerbalken, es wurde zu einem Wohnhaus umgebaut,[2]
- der Scheune aus der 1. Hälfte des 19. Jhs. in Fachwerk und Ankerbalkenkonstruktion mit Steinausfachungen, Walmdach und Querdurchfahrt[3]
- sowie weiteren nicht denkmalgeschützten Nebenanlagen.

Das Landesdenkmalamt befand: „… geschichtliche Bedeutung … als beispielhafte, auf das 18. Jh. zurückgehende Hofanlage einer Kötnerstelle …“
Kötner hatten nur geringen Landbesitz und verrichteten meist zusätzlich handwerkliche Arbeiten oder arbeiteten als Tagelöhner auf Bauern- und Herrenhöfen.